# Marne
|  | For den tyske by, se Marne (Holstein) |
Marne ( fransk udtale ?) er et fransk departement i regionen Grand-Est. Hovedbyen er Châlons-en-Champagne, og departementet har 565.229 indbyggere 
(1999).
Der er 5 arrondissementer, 23 kantoner og 616 kommuner i Marne.
- Wikimedia Commons har flere filer relateret til Marne

49°00′N 4°15′Ø / 49°N 4.25°Ø